# 日本大学生物資源科学部・大学院生物資源科学研究科及び獣医学研究科
日本大学生物資源科学部（にほんだいがくせいぶつしげんかがくぶ、College of Bioresource Sciences, Nihon University）は、生物資源を教育・研究する日本大学の学部である。また 、獣医学研究科・生物資源科学研究科（じゅういがくけんきゅうか・せいぶつしげんかがくけんきゅうか）は獣医学や生物資源の理論および応用を教育・研究する大学院の研究科である。略称は、日大資源、日大生物資源科学部。

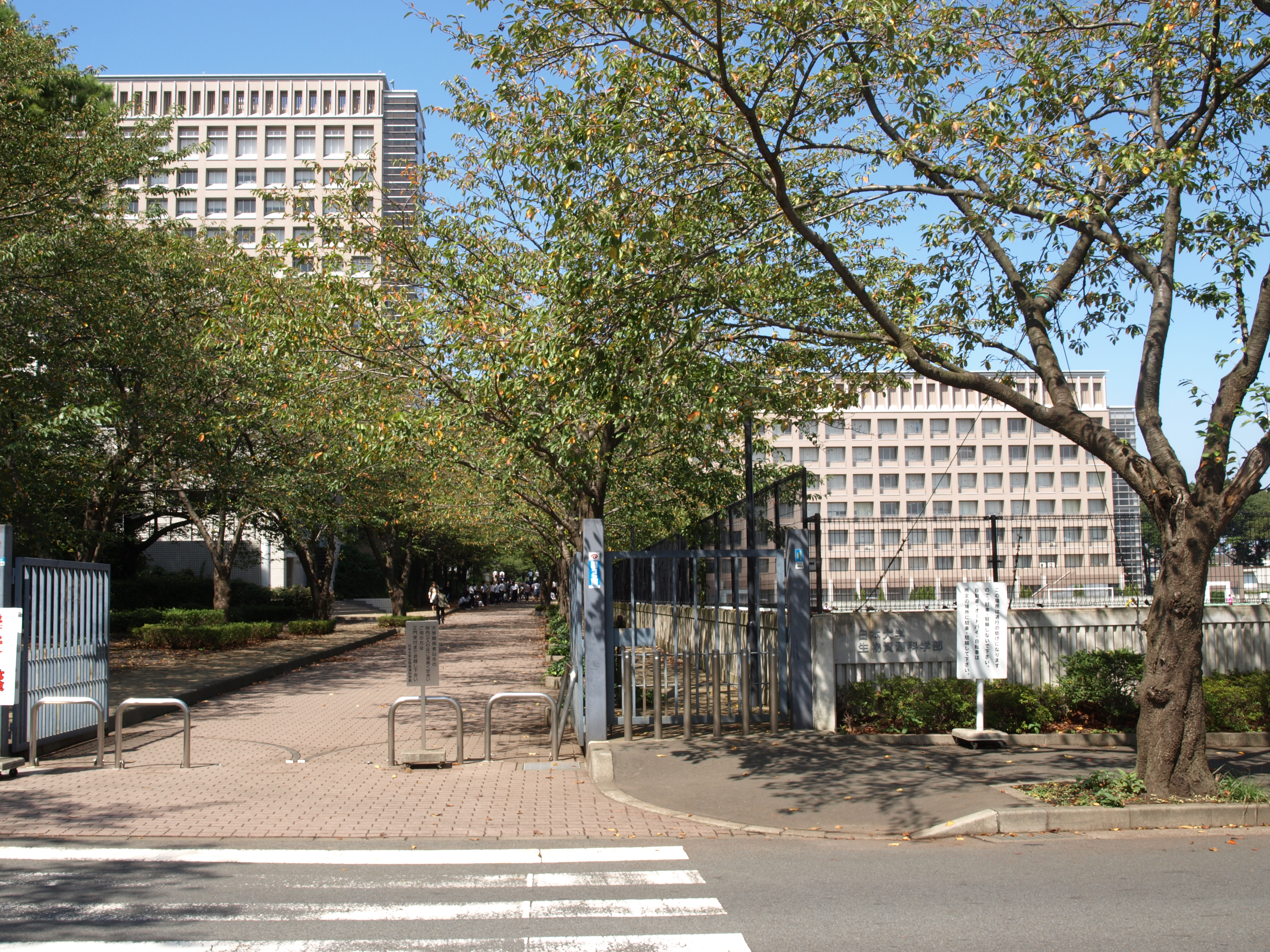
湘南キャンパス（神奈川県藤沢市）

## 概要
日本大学生物資源科学部は日本大学農学部と東京獣医畜産大学の合併により誕生した日本大学農獣医学部を前身とする。また、教育目標は「環境科学（地球環境の保全）」、「生命科学（人間活動）」、「資源生産科学（持続的な世界）」の3つの柱を掲げ、自然と生物の共生を意識した高度な教育・研究を行っている。
湘南キャンパスは東京ドーム12個分の広さを誇り、緑豊かな環境に恵まれている。キャンパス内には、本館、教育棟、図書館、食堂、グラウンド、テニスコート、体育館をはじめ、農場や演習林、動物病院、博物館、各種実習場、各種研究センター、各種実験センターがある。
また、キャンパス外には、水上演習林、下田臨海実験所、富士自然教育センターがある。

## 教育研究

### 21世紀COEプログラム
- 21世紀COEプログラム（文部科学省）は、日本の大学に世界最高水準の研究教育拠点を形成し、研究水準の向上と世界をリードする創造的な人材育成を図るため、重点的な支援を行うことを通じて、国際競争力のある個性輝く大学づくりを推進することを目的としている。日本学術振興会に設置された21世紀COEプログラム委員会での審査によって、補助金交付先の審査・評価がなされる。なお、後継の制度としてグローバルCOEプログラムが実施されている。
- 日本大学（生物資源科学部）は、本プログラムに2年連続採択されており、「環境の日大」として学術的・社会的に高い評価を受けている。
- 微生物共生系に基づく新しい資源利用開発
- 環境適応生物を活用する環境修復技術の開発

### 研究
生物資源科学部では、以下の事例に見られるように、生物資源の利用・生産、環境科学、生命科学の分野での研究が進められている。
- 再生医療技術への応用が期待される脱分化脂肪細胞の研究
- よこはま動物園ズーラシア等を利用した野生動物の保全に関する研究
- 幅広い産業分野において有力なバイオリソースとして期待される微生物によるポリオール生産の研究
- 微生物による新しいポリマー材料の生産研究
- ニホンウナギの産卵場の特定に関する研究
- 人獣共通感染症研究に関する研究
- 脂肪細胞から骨や筋肉をつくる。 - 人の体にある細胞がもつ不思議な力を引き出す研究
- 動物の未知を探る。 - 野生動物や動物園動物の不思議を科学的に解明
- 微生物の力を利用して、バイオマス資源の可能性を拓く。 - 森林のバイオマス資源からプラスチックや化学・工業製品を創る研究
- 食と農と人をつなぐ。 - 「食」と「農」の関係について、社会学的見地から研究

### 動物病院
Animal Medical Center (ANMEC) 
- 日本大学生物資源科学部付属動物病院

## 沿革

### 略歴
1937年に日本大学は専門部拓殖科を神田三崎町法文学部内に設置した。1943年5月には、農学科（農学・寒地農学・熱帯農学・園芸薬草学・畜産学の5専攻）と農業経済学科からなる農学部を設置した。
一方、1907年に設立された東京獣医学校は、1930年専門学校令に基づく旧制東京高等獣医学校に昇格、1945年1月旧制東京獣医畜産専門学校と改称。戦後の1949年新制東京獣医畜産大学に昇格したが、1951年には日本大学と合併する。翌1952年には、日本大学農学部に獣医学科を設置し、「日本大学農獣医学部」と改称する。その後、学科の増設や名称変更を経て、1996年に大幅な学部改組を実行して、現在の「日本大学生物資源科学部」となる。

### 年表
- 1907年5月 - 東京獣医学校を設立。
- 1937年3月 - 専門部拓殖科（農業・貿易専攻）を神田三崎町法文学部内に設置。東京府北多摩郡府中町の中将湯農場で実習を開始[10]。
- 1939年 -  専門部拓殖科府中農場開設[11]。
- 1940年3月 - 拓殖科に水産経営専攻と園芸薬草専攻を設置。
- 1941年6月 - 農場を府中から神奈川県高座郡六会村亀井野字三屋向1866番地・通称「むらさきが丘」[12]に移転し、農場本館竣工（現スタッフコート）[13][14]。
- 1943年5月 - 農学部（農学科・農業経済学科）を神奈川県藤沢市亀井野字三屋向1866番地に設置[15]。
- 1946年8月 - 専門部農業経済学科を設置、専門部拓植科を廃止。
- 1947年5月 -  農学部に林学科と水産学科を設置（横須賀市馬堀町の陸軍重砲兵学校跡地）。
- 1948年4月 -  専門部農業経済学科を、法文学部より農学部に移管。
- 1949年2月 -  新学制による日本大学を設置、農学部＝農学科・畜産学科・農業経済学科・林学科・水産学科、新学制による「東京獣医畜産大学」を設置。
- 1949年4月 -  林学科と水産学科が現在の三軒茶屋キャンパスに移転。
- 1950年3月 -  日本大学短期大学農業科を設置。
- 1951年4月 -  東京獣医畜産大学に獣医学研究所を設置、大学院農学研究科農業経済学専攻（修士課程）を設置。
- 1951年4月 -  横須賀校地併設の日本大学横須賀高等学校を日本大学藤沢高等学校に併合[16]、同年11月跡地は臨海実験所となる[17]。
- 1952年11月 -  学校法人日本大学と、学校法人東京獣医畜産大学とが合併する。
- 1953年3月 -  農学部に獣医学科を設置し、学部名称を「日本大学農獣医学部」と変更する。
- 1953年10月 -  短期大学部と名称変更。
- 1959年1月 -  農芸化学科を設置。
- 1963年3月 -  農業工学科・食品製造工学科を設置。
- 1964年2月 -  拓植学科を設置。
- 1967年12月 -  食品製造工学科を食品工学科と名称変更。
- 1967年12月 -  農業経済学科を食品経済学科と名称変更。
- 1972年2月 -  横須賀臨海実験所廃止、下田臨海実験所を開設[18]。
- 1979年4月 -  獣医学科は当年度入学者から6年制（学部4年大学院2年）となる。
- 1985年4月 -  学校教育法の改正により農獣医学部獣医学科は6年制となる。
- 1988年12月 -  応用生物科学科設置、短期大学部に生活環境科を設置。
- 1991年4月 -  短期大学部農業科・生活環境科を、農学科・生活環境学科と名称変更。
- 1996年4月 -  学部を改組し、学部名称を「日本大学生物資源科学部」と改称する。同時に農学科を植物資源科学科、畜産学科を動物資源科学科、水産学科を海洋生物資源科学科、林学科を森林資源科学科、農業工学科を生物環境工学科、食品工学科を食品科学工学科、拓植学科を国際地域開発学科とそれぞれ名称変更。
- 1999年4月 -  生命科学研究センターを設置。
- 2000年4月 -  大学院農学研究科を改組し、名称を生物資源科学研究科、（生物資源生産学科専攻、生物資源利用科学専攻、応用生命科学専攻、生物環境科学専攻、生物資源経済学専攻の5専攻）を設置。獣医学研究科獣医学専攻の定員を改定。
- 2002年1月 -  生物環境科学研究センターを設置。
- 2005年4月 -  動物医科学研究センターを設置。
- 2007年4月 -  短期大学部を改組し生物資源学科を設置。また農学科、生活環境学科を募集停止。
- 2009年4月 -  農芸化学科を生命化学科に、食品科学工学科を食品生命学科にそれぞれ名称変更。
- 2010年4月 -  食品経済学科を食品ビジネス学科に名称変更。
- 2011年10月 -  「湘南藤沢コンソーシアム」の発足。藤沢市、慶應義塾大学、湘南工科大学、多摩大学、日大生物資源科学部との間で連携協定が結ばれる。
- 2015年4月 -  くらしの生物学科設置 植物資源科学科を生命農学科に名称変更。
- 2016年6月 -  短期大学部生物資源学科（湘南校舎）を廃止。
- 2023年4月 -  学部組織を改正し、新しく9学科を置き、旧2学科をカリキュラム改正。新学科体制でスタート。

## 学科
- 生物資源科学部（2023年4月より）
  - バイオサイエンス学科
    - 栄養・健康科学コース
      - 栄養生理分野
      - ゲノム健康分野

    - 発酵・ケミカルバイオロジーコース
      - 発酵分野
      - ケミカルバイオロジー分野

    - 微生物・植物コース
      - 微生物生態分野
      - 植物生理分野

    - 微生物・植物コース
      - 微生物生態分野
      - 植物生理分野

  - 動物学科
    - 動物生理分野
    - 動物細胞・免疫分野
    - 動物自然史分野
    - 動物生態・保全分野

  - 海洋生物学科
    - 水圏生命分野
    - 資源生産・利用分野
    - 海洋環境分野

  - 森林学科
    - 森林エコシステム分野
    - 森林サービス分野
    - 森林バイオマス分野

  - 環境学科
    - 地球環境分野
    - 自然環境分野
    - 都市環境分野

  - アグリサイエンス学科
    - フラワーサイエンス分野
    - 植物性食資源分野
    - 動物性食資源分野

  - 食品開発学科
    - 食品創生分野
    - 食品機能分野
    - 食品安全分野

  - 食品ビジネス学科
    - 食料資源・環境分野
    - 食品産業分野
    - 食品・食文化分野

  - 国際共生学科
    - グローバルビジネス分野
    - 文化・社会環境分野
    - 情報・コミュニケーション分野

  - 獣医保健看護学科
    - 基礎動物看護学分野
    - 応用動物看護学分野
    - 臨床動物看護学分野

  - 獣医学科
    - 基礎獣医学分野
    - 病態獣医学分野
    - 応用獣医学分野
    - 臨床獣医学分野
- 生物資源科学部（2023年3月以前）
  - 獣医学科
  - 応用生物科学科
  - 動物資源科学科
  - 海洋生物資源科学科
  - 国際地域開発学科
  - 食品ビジネス学科
  - 森林資源科学科
  - 生物環境工学科
  - 生命農学科
  - 生命化学科
  - 食品生命学科
  - くらしの生物学科
    - くらしのバイオ
    - くらしの微生物
    - 食と健康
    - くらしの園芸
    - 動物のいるくらし
    - 住まいと住環境

### 学科の変遷
| 旧制         | 農学部       | 農獣医学部     | 農獣医学部   | 農獣医学部     | 生物資源科学部     | 生物資源科学部     | 生物資源科学部           |
| ------------ | ------------ | -------------- | ------------ | -------------- | ------------------ | ------------------ | ------------------------ |
| 農学科       | 農学科       | 農学科         | 農学科       | 農学科         | 植物資源科学科     | 生命農学科         | アグリサイエンス学科     |
| 農学科       | 農学科       | 農学科         | 農学科       | 農学科         | 植物資源科学科     | 生命農学科         | 環境学科                 |
| -            | -            | 農業工学科     | 農業工学科   | 農業工学科     | 生物環境工学科     | 生物環境工学科     | 環境学科                 |
| 農業経済学科 | 農業経済学科 | 農業経済学科   | 食品経済学科 | 食品経済学科   | 食品経済学科       | 食品ビジネス学科   | 食品ビジネス学科         |
| -            | 林学科       | 林学科         | 林学科       | 林学科         | 森林資源科学科     | 森林資源科学科     | 森林学科                 |
| -            | 水産学科     | 水産学科       | 水産学科     | 水産学科       | 海洋生物資源科学科 | 海洋生物資源科学科 | 海洋生物学科             |
| -            | -            | 農芸化学科     | 農芸化学科   | 農芸化学科     | 農芸化学科         | 生命化学科         | バイオサイエンス学科     |
| -            | -            | -              | -            | 応用生物科学科 | 応用生物科学科     | 応用生物科学科     | バイオサイエンス学科     |
| -            | -            | -              | -            | 応用生物科学科 | 応用生物科学科     | 応用生物科学科     | 動物学科動物細胞免疫分野 |
| -            | 畜産学科     | 畜産学科       | 畜産学科     | 畜産学科       | 動物資源科学科     | 動物資源科学科     | 動物学科                 |
| -            | 畜産学科     | 畜産学科       | 畜産学科     | 畜産学科       | 動物資源科学科     | 動物資源科学科     | 獣医保健看護学科         |
| -            | 畜産学科     | 畜産学科       | 畜産学科     | 畜産学科       | 動物資源科学科     | 動物資源科学科     | アグリサイエンス学科     |
| -            | 獣医学科     | 獣医学科       | 獣医学科     | 獣医学科       | 獣医学科           | 獣医学科           | 獣医保健看護学科         |
| -            | 獣医学科     | 獣医学科       | 獣医学科     | 獣医学科       | 獣医学科           | 獣医学科           | 獣医学科                 |
| -            | -            | -              | -            | -              | -                  | くらしの生物学科   | ※各学科に分散            |
| -            | -            | 食品製造工学科 | 食品工学科   | 食品工学科     | 食品科学工学科     | 食品生命学科       | 食品開発学科             |
| -            | -            | 拓植学科       | 拓植学科     | 拓植学科       | 国際地域開発学科   | 国際地域開発学科   | 国際共生学科             |

## 大学院
- 獣医学研究科 - 博士（獣医学）
  - 獣医学専攻
- 生物資源科学研究科 - 修士（生物資源科学）・博士（生物資源科学）または博士（学術）
  - 生物資源生産科学専攻
  - 生物資源利用科学専攻
  - 応用生命科学専攻
  - 生物環境科学専攻
  - 生物資源経済学専攻

## 学部長
- 丸山 総一（2021年 - ）

## 学園祭
毎年、10月下旬に「藤桜祭」が2日間、開催される。学生によるフリーマーケット、野菜の叩き売り、アーティストのコンサート、花火大会、ミスミスター日大湘南コンテスト、などが企画され、多くの来場者で賑わっている。

## 交通アクセス
湘南キャンパス・・・神奈川県藤沢市亀井野1866
- 小田急江ノ島線「六会日大前駅」から徒歩5分。

## 関係者
出身者
- 浜田幸一 - （中退）政治家、元衆議院議員
- 斉藤和子 - 政治家、元衆議院議員
- 三塚博 - （東京獣医畜産専）衆議院議員、運輸大臣・通商産業大臣・外務大臣、自民党政調会長
- 前田康吉 - 政治家、北海道滝川市長
- 山科朝則 - 政治家、山形県新庄市長
- 高木政夫 - 政治家、元前橋市長
- 金子佐一郎 - 政治家、元調布市長
- 澤井敏和 - 政治家、元あきる野市長
- 小林常良 - 政治家、元厚木市長
- 大西倉雄 - 政治家、元山口県長門市長
- 前田康吉 - 政治家、元北海道議会議員
- 尾崎大介 - 政治家、東京都議会議員・第48代東京都議会議長
- 小林大介 (政治家) - 神奈川県議会議員
- 小林常良 - 政治家、厚木市議会議員
- 藏内勇夫 - 政治家、福岡県議会議員、獣医師、農学博士（九州大学）、第12代日本獣医師会会長
- 池尻泰顔 - 右翼活動家
- 岡本達思 - (農獣医学部中退) 市民活動家
- 大河内博 - 外交官、元経済産業省官僚
- 池本克之 - 元ドクターシーラボ社長、元ネットプライス社長
- 渥美修一郎 - アチーブゴール代表取締役
- 松谷昌樹 - ランド創業者・社長
- 石田恭一郎 - 竜製作所代表取締役
- 木村順平 - 獣医学者、ソウル大学校教授、学校法人日本大学理事
- 有賀豊彦 - 生理学、日本大学名誉教授
- 田中伸幸 (植物学者) - 種子植物の系統分類・地理学的研究、高知県立牧野植物園研究員、高知大学客員准教授
- 高橋巌 (農学者) - 経済・食料問題や非営利協同組織における研究者
- 杉浦宏 (水族館員) - 水生生物研究者
- 井原幸治 - 商学者、東大阪大学教授、元宝酒造中国法人社長
- 糸井史朗 - 水圏生産科学、水圏生命科学者。日本大学生物資源科学部教授
- 山崎充哲 - 水辺の安全教育委員会／ガサガサ水辺の移動水族長。「おさかなポスト」創設者 『おさかなポストの会』代表
- 辻雅司 - 水産・食品ジャーナリスト、農業経済研究科研究生修了
- 藤森一朗 - 演出家、脚本家
- 杉浦由美子 - エッセイスト、ライター
- 中野不二男 - ノンフィクション作家、科学・技術ジャーナリスト
- 木村義志 - 著作家、編集者
- 雪富千晶紀 - 小説家 ホラー作家、推理作家
- 道谷眞平 - NHKアナウンサー
- 畠山智之 - NHKアナウンサー
- 三須亜希子 - フリーアナウンサー
- 金原亭馬治 - 落語家
- 清水章吾 - （農獣医学部中退）俳優
- 仲雅美 - （農獣医学部中退）俳優、歌手
- 河村舞子 - 女優、タレント
- 窪寺昭 - ファッションモデル、俳優
- 伊藤富美也 - 声優、ナレーター
- 原ミユキ - 声優、ナレーター、朗読家
- 中田みのり - ファッションモデル
- 伊藤もなみ - （生物資源科学部中退）ファッションモデル
- 上仲誠彦 - 横浜ヨコハマボケ担当
- 大和田匠 - （生物資源科学部中退）お笑い芸人（ピテカントロプス）
- 大島雅斗 - お笑い芸人（セパ）
- 箱崎晋一朗 - 歌手
- 敏いとう - ムード歌謡歌手(敏いとうとハッピー&ブルー)
- 古沢賢太郎 - 音楽プロデューサー
- 大月俊倫 - アニメプロデューサー
- 芦名みのる - アニメ監督、スタジオぷYUKAI運営
- 市川徹 - 映画監督、脚本家
- 福田幸広 - 動物写真家
- 井上ポルノ - 漫画家
- 小林銅蟲 - 漫画家
- ほづみりや - 漫画家
- 石見茂夫 - ランドスケープアーキテクト、フィンランド健康福祉センター東京事務所代表
- 田中治彦 - 彫刻家、ジュエリーアーティスト
- 中島誠之助 - 骨董商、古美術鑑定家、タレント
- 浮谷東次郎 - （中退）レーサー
- 飯田章 - 自動車評論家、元レーシングドライバー
- 鈴木稔弘 - プロボクサー
- 山崎照朝 - 武道家、空手家
- 宿南章 - 獣医師、作家
- 小宮山典寛 - 獣医師
- 西山徹 - プロ釣り師
- 皆川哲 - （農獣医学部中退）プロ釣り師
- 石岡亨 - 北朝鮮による拉致被害者

その他